# Панама шешир
Панама шешир, познат и као еквадорски шешир, јипијапа шешир или сламнати шешир од токиле, традиционални је сламнати шешир еквадорског порекла. Традиционално, шешири су се израђивали од плетених листова биљке Carludovica palmata, локално познате као toquilla palm или jipijapa palm, иако је то биљка слична палми, а не права палма.
Еквадорски шешири су светле боје, лагани и прозрачни и често се носе као додаци летњим оделима. Чврстоћа, финоћа ткања и време проведено у ткању комплетног шешира од сламе токиле карактеришу његов квалитет. Почетком двадесетог века, ови шешири постали су популарни као тропски и приморски додаци захваљујући својој лакоћи и прозрачности.
Уметност ткања традиционалног еквадорског токила шешира додата је на УНЕСКО-ове листе нематеријалног културног наслеђа 5. децембра 2012.

## Историја
Од почетка до средине 17. века израда шешира развила се као кућна радиност дуж еквадорске обале, као и у малим градовима широм андског планинског ланца. Ткање и ношење шешира непрестано се повећавало у Еквадору кроз седамнаести и осамнаести век.
1835. године Мануел Алфаро стигао је у Монтекристи да би своје име и богатство стекао са панамским шеширима. Основао је посао са панамским шеширима, чији је главни циљ био извоз. Теретни бродови из Гуајакуила и Манте пунили су се његовом робом и упућивали у Панамски залив. Његов посао је напредовао како је све више и више трагача за златом стизало и пролазило кроз Панаму купујући шешир за сунце.
Један од првих градова који је почео да плете шешире у Андима је Принципал, део кантона Корделег у провинцији Азуај. Сламнати шешири ткани у Еквадору, као и многа друга роба из Јужне Америке из 19. и почетком 20. века, прво су отпремани на Панамску превлаку пре него што су отпремани за своја одредишта у Азији, остатку Америке и Европи, а потом су стекли име које је одражавало место њихове међународне продаје - „панамски шешири“ - уместо њиховог места порекла.
Термин се користио барем од 1828. године. Популарност шешира повећала се средином 19. века када су многи рудари калифорнијске Златне грознице путовали у Калифорнију преко Панамске превлаке и компаније Pacific Mail Steamship Company. 1906. године Амерички председник Теодор Рузвелт посетио је градилиште Панамског канала и фотографисао се у панамском шеширу, што је додатно повећало популарност шешира. Иако панамски шешир и даље пружа средства за живот хиљадама Еквадораца, остало је мање од десетак ткача способних да направе најфиније „монтекристи“ шешире. Еквадорске компаније попут К. Дорфзауна специјализоване су за извоз оригиналних панамских шешира и снабдевање дизајнерских и малопродајних марки висококвалитетним, ручно израђеним додацима. Ова предузећа помажу заједницама да одрже своје традиције и нематеријално културно наслеђе. Иако кинеске компаније производе Панама шешире по нижој цени, квалитет производа не може се упоредити са еквадорским шеширима од палме токуила.

### Тамсуи шешир
Шешир тамсуи био је сламнати шешир направљен у Формози (данас Тајван) да би се директно такмичио са Панамом почетком 20. века. Тамсуи шешири направљени су од влакана биљке Pandanus odorifer, која је обилно расла на острву. Како су задржавали своју белину, били периви и могли да се савијају и носе без оштећења, шешири Тамсуи заменили су прилично скупе панама шешире у источној Азији почетком 20. века.

## Квалитет
Два главна процеса у стварању панамског шешира су ткање и хеклање. Две најчешће врсте ткања су Cuenca и Brisa. Ткање Cuenca има изглед рибље кости и користи мало више сламе од Brisa ткања. Ткање Brisa има изглед малих дијаманата/квадрата. Ова врста ткања је мање замршена, али неки је сматрају финијом од ткања Cuenca, јер је лакша. Остале врсте ткања укључују Crochet, Fancy, Torcido и New Order.
Квалитет панамског шешира дефинисан је непропусношћу ткања. Фино ткање шешира било је идеално за заштиту од тропског сунца. Историјски гледано, за мерење непропусности ткања коришћен је једноставан квадратни алат који изгледа као оквир за слику од једног инча. Отвор овог оквира био је 25 мм или око 1 инч. Контролор би поставио овај оквир на један инч од ивице обода шешира, а затим би бројао врхове крстастих ткања, названих carerra, крећући се у паралелном смеру. Што је ткање било чвршће, избројано је више carerras-a. Тај број би се помножио са два и ускладио са табелом оцењивања. Високо рафинирана оцена 20 састојала би се од 16 carerras-a.
Цена ових шешира зависи од времена и квалитета које је ткач потрошио за шешир. Мајстору ткачу требало је осам месеци да исплете један шешир. Ткачи би купцима могли да продају један шешир за 200 долара. Једном када се шешир прода купцу, прошао би кроз руке више људи који би „завршили обод, обликовали га, уклонили недостатке, избелили сламу и додали унутрашње и спољашње ознаке“. Након што је овај шешир прошао руке најмање шест људи, он се могао продати ван Еквадора за 450 до 10 000 америчких долара. Најбољи шешири могу се продати и до педесет пута више него што се за осам месеци рада плати један ткач.
Најквалитетнији шешири познати су под именом Монтекристи, према граду Монтекристи, где се и производе. Најређи и најскупљи панамски шешири су ручно ткани са до 3000 петљи по квадратном инчу. У фебруару 2014. године, Симон Еспинал, еквадорски 47-годишњи ткач шешира из Панаме, за кога се сматра да је међу најбољима у свом занату, поставио је светски рекорд створивши панамски шешир са четири хиљаде петљи по инчу, а требало је осам месеци ручног рада од почетка до краја.
Према популарним сазнањима, панамски шешир „суперфино“ може држати воду и кад се смота, проћи кроз венчани прстен.

## Име
Упркос свом имену, панама шешири никада нису израђивани у Панами. Настали су у Еквадору, где се праве и данас. Историјски гледано, широм Централне и Јужне Америке људи су панама шешире називали шеширима „Јипијапа“, „Токуила“ или „Монтекристи“ (последње две фразе су и данас у употреби). Њихова ознака као панамски шешири настала је 1850-их, када су еквадорски произвођачи шешира емигрирали у Панаму, где су могли да постигну много већи обим трговине.
Низак ниво туризма и међународне трговине у Еквадору током 1850-их подстакао је произвођаче шешира да своје занате пренесу у прометни трговачки центар Панаме. Тамо су произвођачи шешира успели да продају више шешира него што су икада могли у Еквадору. Шешири су продати трагачима за златом који су путовали кроз Панаму до Калифорније током историјске калифорнијске златне грознице. Путници би људима који се диве њиховим шеширима говорили да су их купили у Панами. Дакле, шешири су брзо постали познати као „панамски шешири“.
Убрзо након светске изложбе 1855. у Паризу, панама шешири први пут су представљени на глобалном нивоу. Међутим, у каталогу Сајма Еквадор није наведен као земља порекла. Ова врста шешира наведена је као „платнена капа“ иако очигледно није била направљена од тканине.
Назив "Панама шешир" додатно је појачан путовањем председника Теодора Рузвелта ради надгледања изградње Панамског канала. Рузвелт је искористио своју природну способност да добије публицитет позирајући за серију фотографија на градилишту Панамског канала 1906. године. Фотографска технологија је у то време била релативно нова и председник Рузвелт није се стидео да користи штампу у своју корист. Фотографије његове посете показале су снажног, робусног вођу одевеног у светла одела у спортским сламнатим панама шеширима израђеним у Еквадору.